# Graal-Müritz
Graal-Müritz település Németországban, Mecklenburg-Elő-Pomeránia tartományban. Lakosainak száma 4194 fő (2023. december 31.). Graal-Müritz Dierhagen, Gelbensande és Rostock községekkel határos.

## Népesség
A település népességének változása:
| Lakosok száma | 4152 | 4093 | 4079 | 4043 | 4183 | 4194 |
|               | 2014 | 2017 | 2019 | 2021 | 2022 | 2023 |